# Koharu Yonemoto

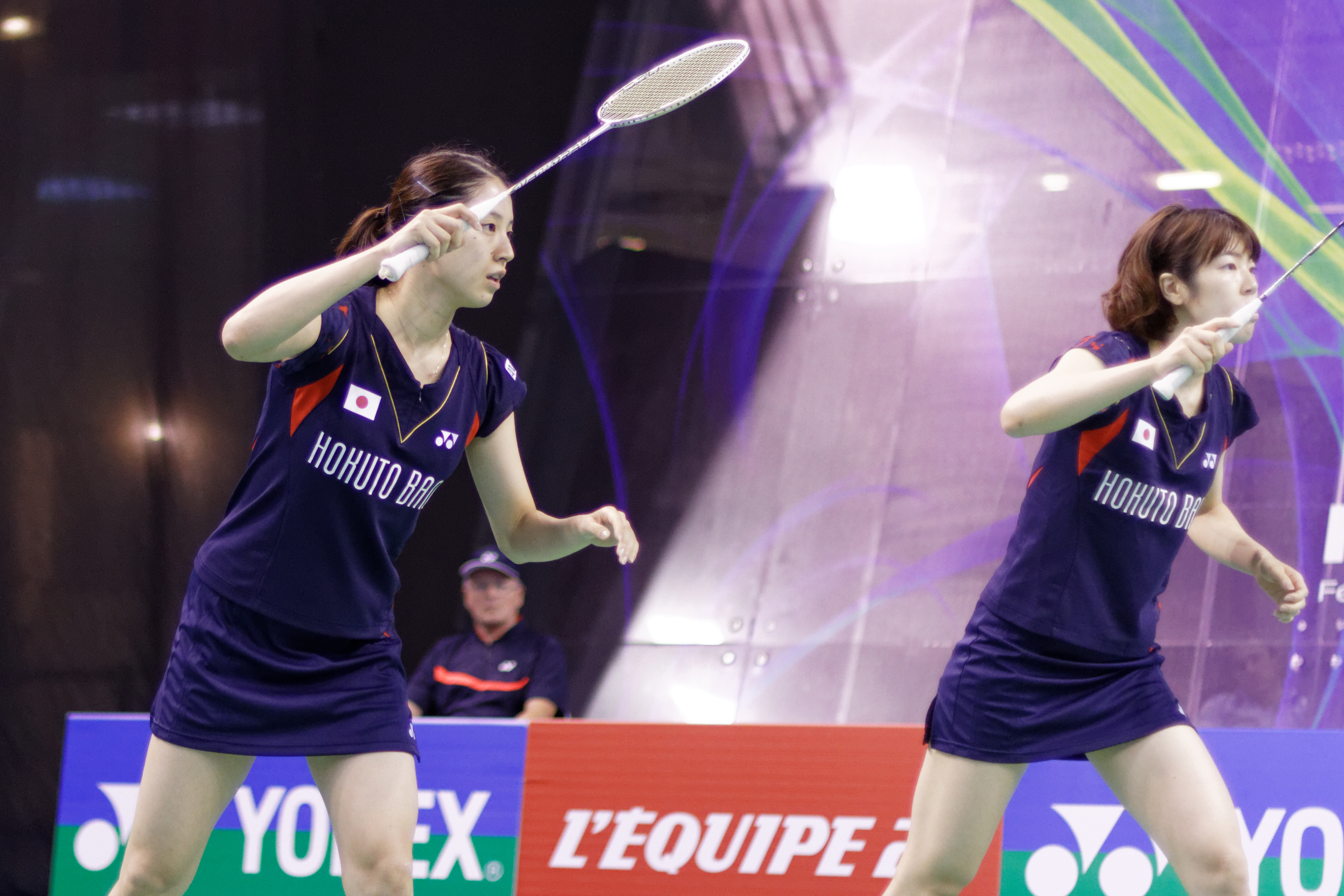
Koharu Yonemotoi (links) – Yuriko Miki, French Super Series 2013.

Koharu Yonemoto (jap. 米元 小春, Yonemoto Koharu; * 7. Dezember 1990 in der Präfektur Hiroshima) ist eine japanische Badmintonspielerin.

## Karriere
Yonemoto stammt aus der Präfektur Hiroshima und hat noch einen älteren Bruder und eine ältere Schwester. Sie besuchte die Danbara-Grundschule im Stadtbezirk Minami von Hiroshima. Während dieser Zeit mit 9 Jahren kam sie durch ihre Eltern zum Badmintonspiel. Später besuchte sie in diesem Bezirk die Midorimachi-Mittelschule und dann die Yamada-Oberschule im nordjapanischen Aomori, auf der auch ihre späteren Teamkolleginnen Eriko Hirose und Kaori Imabeppu, sowie Mizuki Fujii und Reika Kakiiwa gingen. Bei den japanischen Inter-High-Oberschulmeisterschaften 2007 hatte sie ihren ersten großen Erfolg, als sie Platz 3 im Doppel erreichte. Im nächsten Jahr konnte sie diese Platzierung erneut erreichen und bei den Badminton-Oberschulmeisterschaften gar den 2. Platz.
Nach der Schule trat sie zum 1. April 2009 in das Unternehmen Sanyo ein und spielte für deren Werksteam bzw. nach der Unternehmensübernahme durch Panasonic 2011 für dessen Werksteam.
Koharu Yonemoto wurde 2008 bei der Juniorenweltmeisterschaft Fünfte und siegte bei den North Shore City International. 2010 wurde sie Zweite bei den Russia Open. 2011 siegte sie bei den Austrian International und den New Zealand Open. Bei der Japan Super Series 2011 reichte es dagegen nur zu Platz neun.

## Sportliche Erfolge
| Saison | Veranstaltung                     | Disziplin   | Platz | Name                              |
| ------ | --------------------------------- | ----------- | ----- | --------------------------------- |
| 2008   | Juniorenweltmeisterschaft         | Damendoppel | 5     | Koharu Yonemoto / Ayaka Takahashi |
| 2008   | North Shore City International    | Damendoppel | 1     | Koharu Yonemoto / Ayaka Takahashi |
| 2010   | Russia Open                       | Damendoppel | 2     | Koharu Yonemoto / Yuriko Miki     |
| 2010   | Japanische Badmintonmeisterschaft | Damendoppel | 3     | Koharu Yonemoto / Yuriko Miki     |
| 2011   | Austrian International            | Damendoppel | 1     | Koharu Yonemoto / Yuriko Miki     |
| 2011   | New Zealand Open                  | Damendoppel | 1     | Koharu Yonemoto / Yuriko Miki     |
| 2011   | Japan Open                        | Damendoppel | 9     | Koharu Yonemoto / Yuriko Miki     |
| 2012   | Japan: Einzelmeisterschaften      | Mixed       | 1     | Takeshi Kamura / Koharu Yonemoto  |